# Brooklyn (lied)
Brooklyn is een lied van de Marokkaans-Nederlandse rapper Lijpe. Het werd in 2021 als single uitgebracht en stond in hetzelfde jaar als tweede track op het album Selfmade.

## Achtergrond
Brooklyn is geschreven door Abdel Achahbar en Marwan El Bachiri en geproduceerd door MB. Het is een nummer dat past in de genres nederhop en trap. In het lied rapt Lijpe over zijn pad naar succes. Hij vertelt onder meer over hoe hij het vroeger moeilijk heeft gehad, hoe hij in zichzelf gelooft en hoe hij altijd, als zijn muziekcarrière faalt, terug naar zijn vroegere leven op straat kan gaan. 

## Hitnoteringen
Lijpe had bescheiden succes met het lied in Nederland. Het piekte op de 33e plaats van de Single Top 100 in de drie weken dat het in deze hitlijst te vinden was. De Top 40 en haar Tipparade werden niet bereikt.